# Курин, Герасим Матвеевич
Гера́сим Матве́евич Ку́рин (1777, с. Павлово, Богородский уезд, Московская губерния, Российская империя — 12 июня 1850) — предводитель крестьянского партизанского отряда, действовавшего во время Отечественной войны 1812 года в районе современного Павловского Посада. Один из наиболее известных партизан в истории Российской империи.

## Биография
Родился в 1777 году в селе Павлове Богородского уезда.
Был предводителем крестьянского партизанского отряда, действовавшего во время Отечественной войны 1812 года в Вохонской волости в район нынешнего Павловского Посада. Создал крестьянский отряд из 5300 пеших и 500 конных воинов в районе Богородска. В результате семи столкновений с наполеоновскими войсками маршала Нея Курин захватил в плен много французских солдат, 3 пушки. Благодаря историку Александру Михайловскому-Данилевскому к отряду Курина было привлечено широкое общественное внимание. За храбрость в мае 1813 года Герасим Курин был награждён Знаком отличия Военного ордена, а в августе 1816 года получил денежную награду в пять тысяч рублей, учрежденную Александром I для отличившихся в Отечественной войне.
В «Дневнике 1816 года» А. И. Михайловский-Данилевский сообщает, что он доложил Александру I о Курине, Стулове и Чушкине, в результате чего крестьяне были лично представлены императору во время его пребывания в Москве летом 1816 года.
Герасим Курин в числе должностных лиц и наиболее уважаемых местных жителей, в 1844 году скрепивших своей подписью ходатайство на имя Николая I об образовании посада Павловского из сел Павлова, Вохны и смежных с ними деревень.
К августу 1820 года стал вохонским волостным головой, имел в Павлове собственный дом.
Умер 12 июня 1850 года в возрасте 73 лет и был похоронен на приходском кладбище.
Потомки продолжали проживать на территории бывшего Богородского уезда и до 1917 года, по семейному преданию, пользовались дарованной роду Герасима Курина привилегией бесплатного получения образования. В частности, один из потомков, И. Ф. Курин, работал в должности главного бухгалтера на Богородско-Глуховской мануфактуре Морозовых.

## Память
- Именем Герасима Курина названы улица в Москве и в Павловском Посаде.
- В Павловском Посаде установлен памятник Герасиму Курину. https://ic.pics.livejournal.com/koshika_tan/33200038/99173/original.jpg
- Памятник на предполагаемом месте боя со стилизованным барельефным портретом Герасима Курина воздвигнут общественностью Электростали на лесной поляне между городами Ногинск, Павловский Посад и Электросталь. Координаты памятника: 55°50′18″ с. ш. 38°32′31″ в. д.HGЯO
- В память о боестолкновениях военно-исторический патриотический клуб «Вохонский ратник» с 2002 года проводит на родине героя масштабную историческую реконструкцию «Вохонское сражение».